# Katrinelund
Katrinelund är ett delområde i stadsdelen Centrum, Malmö.
Området ligger mellan Nobelvägen och Kontinentalbanan, söder om Sallerupsvägen. Det har länge använts för sjukvårdsändamål. Vid nuvarande Katrinelundsgatan, strax väster om Kontinentalbanan, låg Katrinelunds vårdanstalt för sinnessjuka kvinnor (öppnad 1892), vilken efter öppnandet av Malmö Östra Sjukhus 1936 blev Katrinelunds barnhem och fanns kvar till cirka 1960, då bostäder började byggas i området. På denna plats ligger idag Katrinelunds förskola. Närmare stadens centrum låg Arbetsinrättningen (öppnad 1899), senare Värnhems sjukhus, vilket avvecklades 2002. År 2006 invigdes Rönnens gymnasium i sjukhusets gamla lokaler. I detta område finns även Rönnenskolan (6-9) samt Rönnens förskola.
Bostäderna i området är främst hyresrätter från 1960- och 1970-talet. 
Den södra delen av delområdet består av ett industriområde där bland annat Willys ligger och där migrationsverket har sin mottagningsenhet.

## Externa länkar

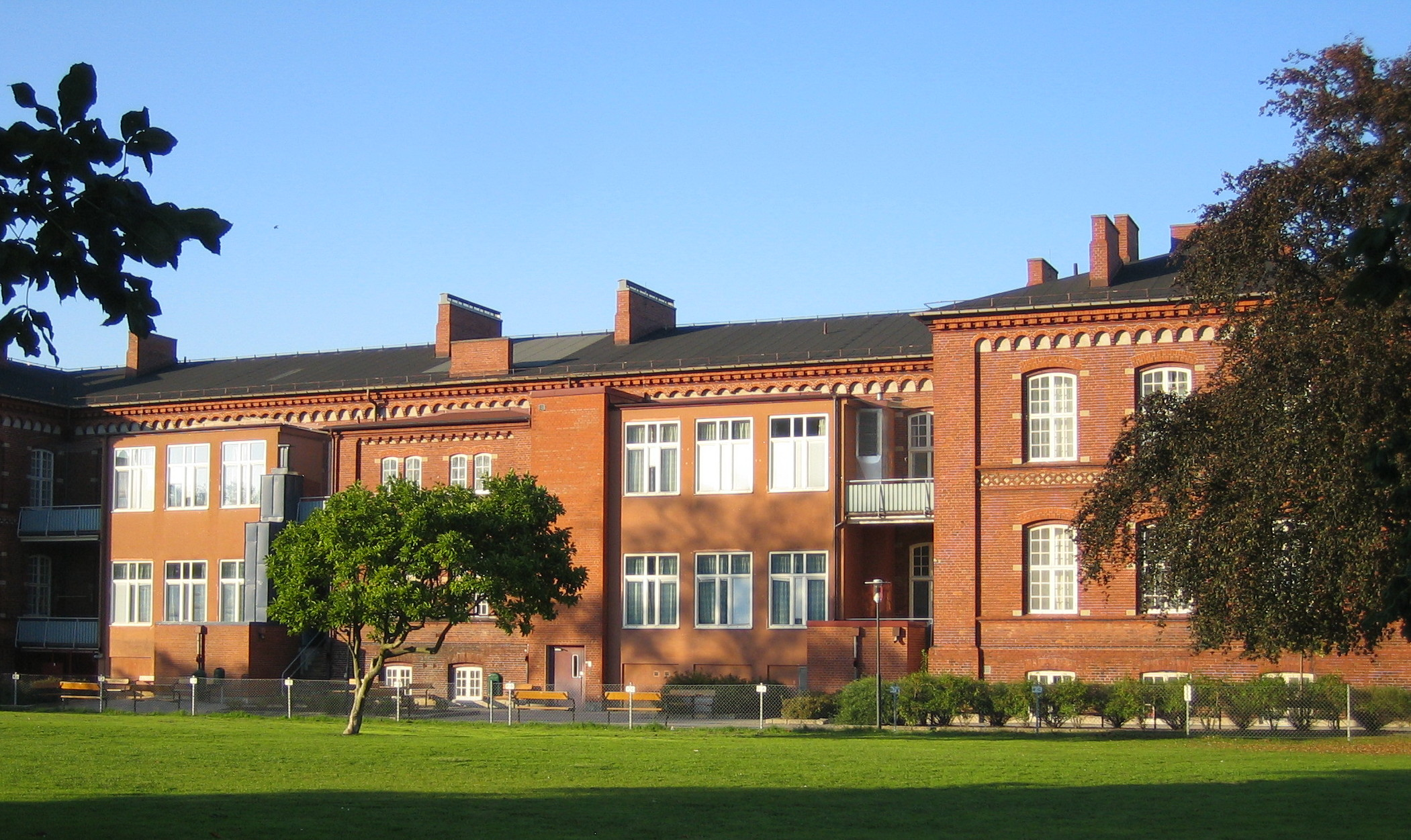
Rönnenskolan